# Rudi Gutendorf
Rudolf Gutendorf, detto Rudi (Coblenza, 30 agosto 1926 – 13 settembre 2019), è stato un allenatore di calcio e calciatore tedesco di ruolo attaccante.
Ha ottenuto numerosi incarichi durante la carriera di allenatore (55, di cui 28 squadre nazionali) in 32 Paesi differenti.

## Biografia
Era sposato con Marikka, moglie australiana dalla quale ha avuto un figlio, Fabian. Durante le sue esperienze all'estero, imparò inglese, francese e swahili.

## Caratteristiche tecniche
Da allenatore ha praticato la tattica del catenaccio per tutta la carriera e in gran parte dei club in cui è stato allenatore, compreso il Duisburg che l'ha reso famoso in Germania.

## Carriera
Già attaccante del Neuendorf, al termine della sua carriera (svoltasi tra il 1942 e il 1960) ottenne il patentino di allenatore dopo aver seguito lezioni da Sepp Herberger. Da allora, iniziò una carriera cinquantennale che lo porterà ad ottenere 55 incarichi. Tra il 1946 e il 1954 allena il Rengsdorf, formazione di un campionato distrettuale. Le fonti non riportano chiaramente il periodo in cui ha allenato le seguenti formazioni: Rot-Weiß Coblenza, Lützel, Braubach e Neuendorf.
Il suo esordio tra i professionisti risale tuttavia al 1955, quando in aprile ottiene l'incarico di allenatore ad interim del Blue Star Zurigo essendo ancora tesserato come giocatore. Per cinque anni è allenatore-giocatore del Lucerna, allenando la squadra anche dopo il ritiro durante la stagione 1960-1961 fino all'inizio dell'annata seguente, quando è licenziato. In Svizzera ha vinto la coppa nazionale con il Lucerna nella stagione 1959-1960. Nel 1962-1963 allena i tedeschi del VfB Marl Hüls, arrivando ultimo nel torneo di Oberliga Ovest e retrocedendo in Regionalliga Ovest.
Nella Bundesliga, dove per la prima volta introdurrà la tattica del catenaccio, conduce inaspettatamente il Duisburg al secondo posto nella prima edizione del torneo.
Nel 1967 è manager del St. Louis Stars, società militante nella neonata NPSL, di cui diverrà l'allenatore nella stagione seguente, la prima in assoluto della NASL. Con gli Stars otterrà il terzo posto della Gulf Division, non accedendo così alla parte finale del torneo. Con gli Stars tornò inoltre a calcare i campi, giocando un unico incontro, impreziosito da una rete.
Tra febbraio 1972 e marzo 1973 è CT della nazionale cilena.
Nel 1977 è nominato nuovo allenatore dell'Amburgo: chiede e ottiene l'acquisto di Kevin Keegan dal Liverpool, ma i giocatori del club tedesco non accettano l'arrivo dell'inglese e – secondo lo stesso Gutendorf – boicottano le partite; a pochi mesi dall'inizio della stagione, verso la fine di ottobre, è licenziato.
Successivamente approda nel continente asiatico, divenendo il tecnico di diverse formazioni. Nel 1981 è CT del Nepal, rendendosi protagonista di episodi controversi: in un caso, rifiuta di vendere le partite della sua nazionale durante i giochi asiatici del 1982 in India, in un altro corrompe un arbitro internazionale al fine di proseguire una partita tra Nepal e India che era stata interrotta una pioggia monsonica sul risultato di 0-0 e che verrà poi vinta dai nepalesi.
In Giappone, alla guida dello Yomiuri, ottiene nella stagione 1984 l'accoppiata campionato-coppa nazionale.
Gutendorf risulta l'allenatore che ha ottenuto il maggior numero di incarichi di commissario tecnico di squadre nazionali: a partire dal 1968 (anno in cui allenò la nazionale di calcio delle Bermuda) e fino al 2003 (anno a cui risale il suo ultimo incarico di allenatore, come commissario tecnico della nazionale di calcio di Samoa), guidò 28 nazionali registrando, come miglior risultato, la vittoria della Coppa delle nazioni oceaniane 1980 con la nazionale australiana e la partecipazione alle Olimpiadi di Seoul con la nazionale cinese. Nel 1990 è CT dell'Iran che sta per vincere i giochi asiatici, quando la dirigenza della federcalcio iraniana lo licenzia per motivi religiosi. Nel 2016, a 90 anni, torna sulla panchina di una squadra tedesca allenando il TuS Coblenza, squadra di profughi.
Aveva all'attivo alcune apparizioni in documentari (tra cui il cortometraggio Der Ball ist ein Sauhund) ed è autore di una bibliografia includente tre libri a tema calcistico. È deceduto nella notte tra il 13 e il 14 settembre 2019.

## Statistiche

### Club
In grassetto le competizioni vinte. Dati parziali.
| Stagione            | Squadra            | Campionato         | Campionato | Campionato | Campionato | Campionato | Coppe nazionali | Coppe nazionali | Coppe nazionali | Coppe nazionali | Coppe nazionali | Coppe continentali | Coppe continentali | Coppe continentali | Coppe continentali | Coppe continentali | Altre coppe | Altre coppe | Altre coppe | Altre coppe | Altre coppe | Totale | Totale | Totale | Totale | % Vittorie | Piazzamento |
| Stagione            | Squadra            | Comp               | G          | V          | N          | P          | Comp            | G               | V               | N               | P               | Comp               | G                  | V                  | N                  | P                  | Comp        | G           | V           | N           | P           | G      | V      | N      | P      | %          | Piazzamento |
| ------------------- | ------------------ | ------------------ | ---------- | ---------- | ---------- | ---------- | --------------- | --------------- | --------------- | --------------- | --------------- | ------------------ | ------------------ | ------------------ | ------------------ | ------------------ | ----------- | ----------- | ----------- | ----------- | ----------- | ------ | ------ | ------ | ------ | ---------- | ----------- |
| 1955-1956           | Lucerna            | LNB                | 26         | 14         | 5          | 7          | CS              | 2               | 1               | 0               | 1               | -                  | -                  | -                  | -                  | -                  | -           | -           | -           | -           | -           | 28     | 15     | 5      | 8      | 53,57      | 3º          |
| 1956-1957           | Lucerna            | LNB                | 26         | 11         | 4          | 11         | CS              | 5               | 2               | 2               | 1               | -                  | -                  | -                  | -                  | -                  | -           | -           | -           | -           | -           | 31     | 13     | 6      | 12     | 41,94      | 7º          |
| 1957-1958           | Lucerna            | LNB                | 26         | 17         | 4          | 5          | CS              | 3               | 2               | 0               | 1               | -                  | -                  | -                  | -                  | -                  | -           | -           | -           | -           | -           | 29     | 19     | 4      | 6      | 65,52      | 2º (prom.)  |
| 1958-1959           | Lucerna            | LNA                | 26         | 8          | 10         | 8          | CS              | 3               | 1               | 1               | 1               | -                  | -                  | -                  | -                  | -                  | -           | -           | -           | -           | -           | 29     | 9      | 11     | 9      | 31,03      | 8º          |
| 1959-1960           | Lucerna            | LNA                | 26         | 11         | 5          | 10         | CS              | 6               | 6               | 0               | 0               | -                  | -                  | -                  | -                  | -                  | -           | -           | -           | -           | -           | 32     | 17     | 5      | 10     | 53,13      | 5º          |
| 1960-1961           | Lucerna            | LNA                | 26         | 9          | 6          | 11         | CS              | 5               | 4               | 0               | 1               | CdC                | 2                  | 0                  | 0                  | 2                  | -           | -           | -           | -           | -           | 28     | 15     | 5      | 8      | 53,57      | 8º          |
| lug.-ago. 1961      | Lucerna            | LNA                | 1          | 0          | 0          | 1          | CS              | -               | -               | -               | -               | -                  | -                  | -                  | -                  | -                  | -           | -           | -           | -           | -           | 1      | 0      | 0      | 1      | &0,00      | Eson.       |
| Totale Lucerna      | Totale Lucerna     | Totale Lucerna     | 157        | 70         | 34         | 53         |                 | 24              | 16              | 3               | 5               |                    | 2                  | 0                  | 0                  | 2                  |             | -           | -           | -           | -           | 183    | 86     | 37     | 60     | 46,99      |             |
| 1962-1963           | VfB Marl Hüls      | OW                 | 30         | 7          | 4          | 19         | CJ              | -               | -               | -               | -               | -                  | -                  | -                  | -                  | -                  | -           | -           | -           | -           | -           | 30     | 7      | 4      | 19     | 23,33      | 16º (retr.) |
| 1963-1964           | Meidericher        | B                  | 30         | 13         | 13         | 4          | CG              | 1               | 0               | 1               | 0               | -                  | -                  | -                  | -                  | -                  | -           | -           | -           | -           | -           | 31     | 13     | 14     | 4      | 41,94      | 2º          |
| 1964-feb. 1965      | Meidericher        | B                  | 23         | 9          | 6          | 8          | CG              | 2               | 1               | 0               | 1               | -                  | -                  | -                  | -                  | -                  | -           | -           | -           | -           | -           | 25     | 10     | 6      | 9      | 40,00      | Eson.       |
| Totale Meidericher  | Totale Meidericher | Totale Meidericher | 53         | 22         | 19         | 12         |                 | 3               | 1               | 1               | 1               |                    | -                  | -                  | -                  | -                  |             | -           | -           | -           | -           | 56     | 23     | 20     | 13     | 41,07      |             |
| mar.-giu. 1965      | Stoccarda          | B                  | 7          | 3          | 0          | 4          | -               | -               | -               | -               | -               | -                  | -                  | -                  | -                  | -                  | -           | -           | -           | -           | -           | 7      | 3      | 0      | 4      | 42,86      | Sub., 12º   |
| 1965-1966           | Stoccarda          | B                  | 34         | 13         | 6          | 15         | CG              | 1               | 0               | 0               | 1               | -                  | -                  | -                  | -                  | -                  | -           | -           | -           | -           | -           | 35     | 13     | 6      | 16     | 37,14      | 11º         |
| lug.-dic. 1966      | Stoccarda          | B                  | 15         | 3          | 5          | 7          | -               | -               | -               | -               | -               | -                  | -                  | -                  | -                  | -                  | -           | -           | -           | -           | -           | 15     | 3      | 5      | 7      | 20,00      | Eson.       |
| Totale Stoccarda    | Totale Stoccarda   | Totale Stoccarda   | 56         | 19         | 11         | 26         |                 | 1               | 0               | 0               | 1               |                    | -                  | -                  | -                  | -                  |             | -           | -           | -           | -           | 57     | 19     | 11     | 27     | 33,33      |             |
| nov. 1968-1969      | Schalke 04         | B                  | 14         | 4          | 2          | 8          | CG              | 6               | 3               | 2               | 1               | -                  | -                  | -                  | -                  | -                  | -           | -           | -           | -           | -           | 20     | 7      | 4      | 9      | 35,00      | Sub. 7º     |
| 1969-1970           | Schalke 04         | B                  | 34         | 11         | 12         | 11         | CG              | 2               | 1               | 1               | 0               | -                  | -                  | -                  | -                  | -                  | -           | -           | -           | -           | -           | 36     | 12     | 13     | 11     | 33,33      | 9º          |
| lug.-set. 1970      | Schalke 04         | B                  | 4          | 1          | 2          | 1          | -               | -               | -               | -               | -               | -                  | -                  | -                  | -                  | -                  | -           | -           | -           | -           | -           | 4      | 1      | 2      | 1      | 25,00      | Eson.       |
| Totale Schalke 04   | Totale Schalke 04  | Totale Schalke 04  | 52         | 16         | 16         | 20         |                 | 8               | 4               | 3               | 1               |                    | -                  | -                  | -                  | -                  |             | -           | -           | -           | -           | 60     | 20     | 19     | 21     | 33,33      |             |
| set. 1970-feb. 1971 | Kickers Offenbach  | B                  | 30         | 7          | 4          | 19         | CJ              | -               | -               | -               | -               | -                  | -                  | -                  | -                  | -                  | -           | -           | -           | -           | -           | 30     | 7      | 4      | 19     | 23,33      | Sub., Eson. |
| 1971                | Sporting Cristal   | TD                 |            |            |            |            | -               | -               | -               | -               | -               | -                  | -                  | -                  | -                  | -                  | -           | -           | -           | -           | -           |        |        |        |        | —          | 4º          |
| 1973-1974           | Monaco 1860        | R                  | 34         | 19         | 5          | 10         | -               | -               | -               | -               | -               | -                  | -                  | -                  | -                  | -                  | -           | -           | -           | -           | -           | 34     | 19     | 5      | 10     | 55,88      | 3º          |
| gen.-giu. 1975      | Real Valladolid    | SD                 | 22         | 7          | 9          | 6          | CG              | 2               | 1               | 0               | 1               | -                  | -                  | -                  | -                  | -                  | -           | -           | -           | -           | -           | 24     | 8      | 9      | 7      | 33,33      | Sub., 11º   |
| lug.-set. 1975      | Fortuna Colonia    | 2B                 | 9          | 4          | 1          | 4          | CG              | 1               | 1               | 0               | 0               | -                  | -                  | -                  | -                  | -                  | -           | -           | -           | -           | -           | 10     | 5      | 1      | 4      | 50,00      | Eson.       |
| 1976-1977           | TeBe Berlino       | B                  | 34         | 6          | 10         | 18         | CG              | 2               | 1               | 1               | 0               | -                  | -                  | -                  | -                  | -                  | -           | -           | -           | -           | -           | 36     | 7      | 11     | 18     | 19,44      | 17º (retr.) |
| lug.-ott. 1977      | Amburgo            | B                  | 12         | 6          | 1          | 5          | CG              | 3               | 3               | 0               | 0               | CdC                | 3                  | 2                  | 0                  | 1                  | -           | -           | -           | -           | -           | 18     | 11     | 1      | 6      | 61,11      | Eson.       |
| 1984                | Yomiuri            | JSL                | 18         | 11         | 4          | 3          | JSLC            | 2               | 1               | 0               | 1               | CI                 | 5                  | 5                  | 0                  | 0                  | -           | -           | -           | -           | -           | 25     | 17     | 4      | 4      | 68,00      | 1º          |
| gen.-apr. 1986      | Hertha Berlino     | 2B                 | 11         | 2          | 5          | 4          | -               | -               | -               | -               | -               | -                  | -                  | -                  | -                  | -                  | -           | -           | -           | -           | -           | 11     | 2      | 5      | 4      | 18,18      | Sub., Eson. |
| Totale carriera     | Totale carriera    | Totale carriera    | 567        | 211        | 135        | 221        |                 | 46              | 28              | 8               | 10              |                    | 10                 | 7                  | 0                  | 3                  |             | -           | -           | -           | -           | 623    | 246    | 143    | 234    | 39,49      |             |

## Palmarès

### Club
- Coppa Svizzera: 1

Lucerna: 1959-1960
- Japan Soccer League: 1

Yomiuri: 1984
- Coppa dell'Imperatore: 1

Yomiuri: 1984
- Japan Soccer League Cup: 1

Yomiuri: 1985

### Nazionale
- Coppa d'Oceania: 1

Australia: 1980

## Filmografia
- 1999 - Der Ball ist ein Sauhund